# 瑞浪市立大湫小学校
瑞浪市立大湫小学校 （みずなみしりつ　おおくてしょうがっこう）は、かつて岐阜県瑞浪市（旧土岐郡大湫村）に存在した公立小学校。

## 概要
校地は旧中山道大湫宿の本陣跡であった。
2005年に釜戸小学校に統合され廃校となる。一方、校舎（木造2階建、1958年竣工）は廃校後にイベントなどで使用されていたが、2018年3月、老朽化に伴い解体された。

## 沿革
- 1873年（明治6年） - 嶺西館が開校。
- 1877年（明治10年） - 大湫学校に改称する。
- 1880年（明治13年） - 大湫小学校に改称する。
- 1886年（明治19年） - 大湫簡易科小学校に改称する。
- 1889年（明治22年）7月1日 - 釜戸村と大湫村が合併し、余戸村が発足。
- 1893年（明治26年） - 大湫尋常小学校に改称する。
- 1900年（明治33年） - 余戸第三尋常小学校に改称する。
- 1921年（大正10年） - 余戸村が釜戸村と大湫村に分立。同時に大湫尋常小学校に改称する。
- 1924年（大正13年） - 大湫尋常高等小学校に改称する。
- 1941年（昭和16年）4月1日 - 大湫国民学校に改称する。
- 1947年（昭和22年）4月1日 - 大湫村立大湫小学校に改称する。
- 1954年（昭和29年）4月1日 - 瑞浪土岐町、稲津村、釜戸村、大湫村、日吉村、明世村（山野内、月吉、戸狩）、恵那郡陶町と合併し瑞浪市が発足。同時に瑞浪市立大湫小学校に改称する。
- 1958年（昭和33年） - 新校舎（木造2階建）が完成。
- 2005年（平成17年）3月 - 瑞浪市立釜戸小学校に統合され、廃校。